# Damian Priest
Luis Martínez (Nueva York, 26 de septiembre de 1982), conocido como Damian Priest, es un luchador profesional estadounidense de ascendencia puertorriqueña. Actualmente trabaja para la empresa WWE, donde se presenta en la marca SmackDown. Anteriormente trabajó en el circuito independiente como Punishment Martinez y Punisher Martinez, nombres con los que luchó para empresas como Ring of Honor y New Japan Pro Wrestling (NJPW).
Entre sus logros, destaca un reinado como campeón mundial al haber sido una vez Campeón Mundial de Peso Pesado, siendo el segundo puertorriqueño después de Pedro Morales en lograrlo. Dentro de sus logros, está el haber sido una vez Campeón Mundial de la Televisión de ROH, una vez Campeón Norteamericano de NXT, una vez Campeón de los Estados Unidos de la WWE y dos veces Campeón Indiscutible en Parejas de la WWE ostentando el Campeonato en Parejas de Raw y el Campeonato en Parejas de SmackDown junto a Finn Bálor, y una vez Campeón Mundial de Peso Pesado. Además de ser el ganador del Money in the Bank 2023.

## Primeros años
Martínez nació dentro de la diáspora puertorriqueña de Nueva York, pero criado en el municipio de Dorado, Puerto Rico. Aprendió karate Gōjū-ryū japonés de su padre que era artista marcial. Después de ganar dos campeonatos nacionales en artes marciales de pleno contacto, Martinez se decidió por embarcar en una carrera en la lucha libre profesional. Cuando regresó a los Estados Unidos, el español seguía siendo su primer idioma y se sometió a un período de adaptación.

## Carrera

### Inicios (2014)
Martinez entrenó en Monster Factory y ganó varios títulos en Monster Factory Pro Wrestling. En 2014, Martínez asistió a un campo de entrenamiento de Ring of Honor (ROH) y luego entrenó en el dojo ROH.

### Ring of Honor (2015–2018)
Su primera aparición en ROH fue en un show del 2015 bajo su nombre real Luis Martinez donde compitió en dos dark matches, perdiendo la primera contra The Romantic Touch y ganando la segunda junto con Shaheem Ali contra Hellcat y Mattick.
Martinez hizo su regreso a Ring of Honor, anunciado como Punisher Martinez, en el ROH Top Prospect Tournament derrotó a Colby Corino en la primera ronda. Martinez perdió ante Lio Rush en las semifinales; aun así, a pesar de la pérdida, Martinez firmó un contrato con Ring of Honor. Posteriormente se alineó con BJ Whitmer y Kevin Sullivan, entrando en una rivalidad con Steve Corino. El 16 de septiembre de 2016, Martinez participó en el Honor Rumble 2016, donde tuvo una actuación impresionante antes de ser finalmente eliminado. A comienzos de noviembre participó en la Survival of the Fittest 2016, donde terminó siendo eliminado en la última lucha de Six Man Mayhem. Martínez y Whitmer se pelearon brevemente con los antiguos ROH World Tag Team Champions War Machine (Hanson y Raymond Rowe), primero en una lucha sin cuentas fuera y luego derrotándolos en una lucha en la que todo valía.
A través de la relación de ROH con NJPW, Martinez apareció en los dos días del evento Honor Rising: Japan 2017. En la primera noche, Martinez hizo equipo con los miembros de Los Ingobernables de Japón (Hiromu Takahashi y Tetsuya Naito) para derrotar a Dalton Castle, Hiroshi Tanahashi y Ryusuke Taguchi, con Martinez haciendo la cuenta para la victoria de su equipo. En la segunda noche, Martinez desafió sin éxito a Hirooki Goto por el NEVER Openweight Championship. Utilizando el nombre de Damian Martinez, regresó a ROH para competir sin éxito en un Manhattan Mayhem Battle Royal por el contendor No. 1 al Campeonato Mundial ROH. Martinez también entró en una Batalla Real para el determinar el retador #1 por el ROH World Television Championship, el la que también perdió. El 11 de febrero, Martinez y B.J. Whitmer derrotaron a War Machine, pero después de la lucha Martínez atacó a Whitmer golpeándolo con su finisher South of Heaven.

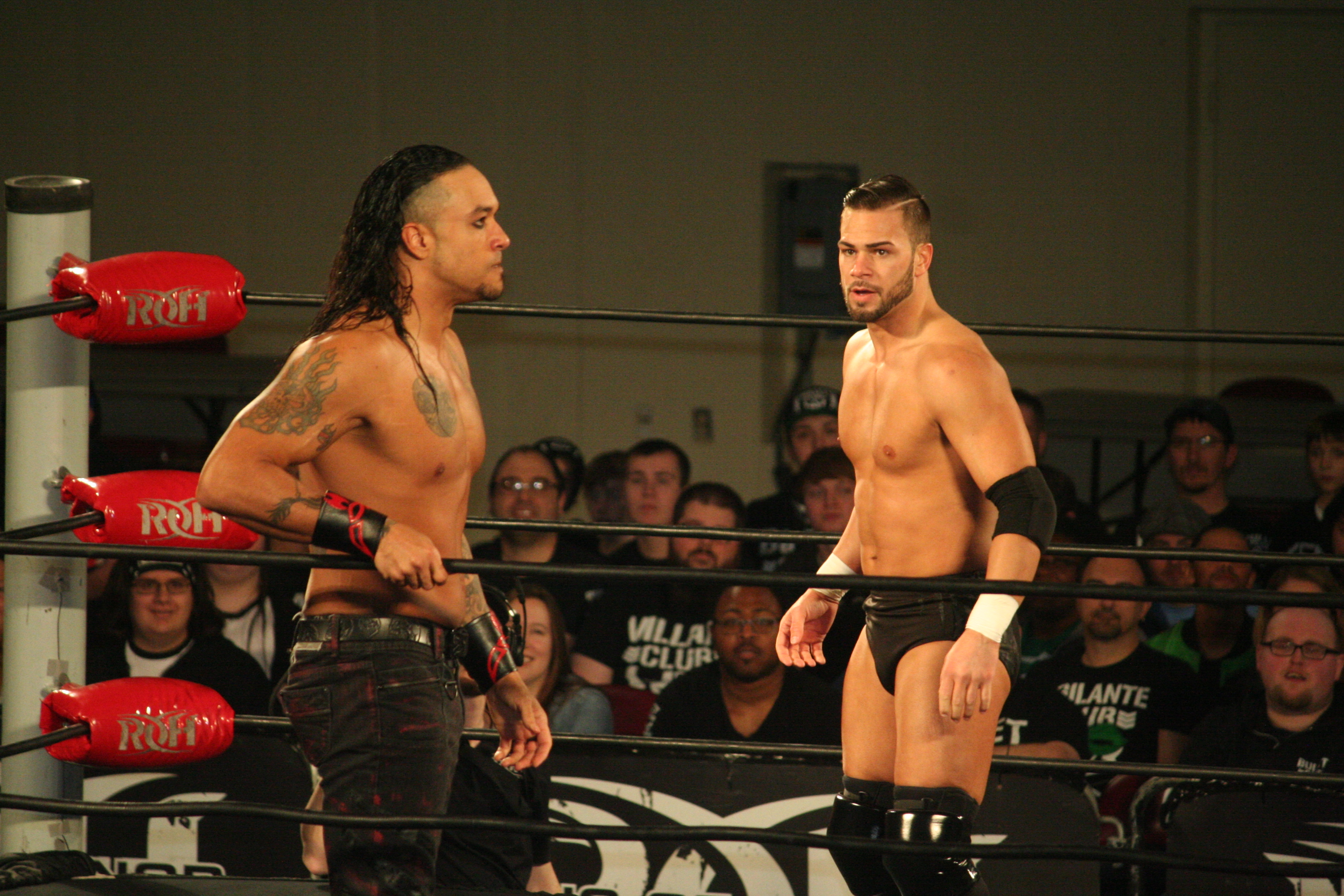
Martinez (izquierda) durante una lucha contra Flip Gordon, en febrero de 2018.

Martínez ganó su primer campeonato en ROH el 16 de junio de 2018, derrotando a Silas Young por el Campeonato Mundial de la Televisión de ROH en la noche dos del evento "State of the Art" de la Promoción en Dallas, Texas. Martínez se había clasificado para una oportunidad en dicho campeonato esa misma noche al fijar a Cheeseburger en un partido de seis vías en el Proving Ground. En Death Before Dishonor XVI, defendió exitosamente el título contra Chris Sabin. Después del combate, atacó a Sabin, hasta que Jeff Cobb salvó.
El 29 de septiembre, su contrato con Ring of Honor expiró y él optó por una oferta de contrato. En su última aparición para la promoción, Martínez perdió el Campeonato Mundial de la Televisión de ROH contra Cobb.

### WWE (2018-presente)

#### NXT (2018-2021)
El 12 de octubre de 2018, se informó que Martínez había firmado un contrato con WWE. Martinez debutó en NXT el 5 de diciembre de 2018, enfrentando a Matt Riddle. Posteriormente, se anunció una promo con él, donde se cambió su nombre al de Damian Priest. 
En el episodio del 19 de junio de 2019 en NXT, debutó como heel, derrotando a Raul Mendoza. En el episodio del 24 de julio de NXT, derrotó a Keith Lee en su segunda aparición. El 2 de octubre en NXT, Priest apareció para atacar a Pete Dunne después de que éste derrotara a Danny Burch, iniciando una rivalidad con él. El 16 de octubre en NXT, derrotó a Dunne. El 6 de noviembre en NXT, fue vencido por Dunne. Tras la lucha, Killian Dain reapareció para atacar a Dunne pero Priest intervino para terminar en un ataque entre los tres. El 13 de noviembre en NXT, Priest atacó a Dain mientras éste hacía su ingreso al ring y a la vez, Dunne atacó a Priest, conflicto en el que intervino personal de seguridad para ser separados. Esto causó que se pactara una lucha entre los tres donde el ganador tendría una oportunidad titular. En NXT TakeOver: WarGames, Dunne salió vencedor al derrotar tanto a Priest como a Dain. En Survivor Series, participó del Traditional Survivor Series Elimination Men's Match donde fue parte del Team NXT junto a Tommaso Ciampa, Matt Riddle, WALTER y Keith Lee, siendo el cuarto en ser eliminado, por Randy Orton.
En abril de 2020, Priest tuvo una oportunidad titular por el Campeonato Norteamericano de NXT frente a Dominik Dijakovic y al entonces campeón Keith Lee, siendo derrotado por este último. El 22 de abril en NXT, Finn Bálor fue atacado en backstage por un desconocido quien resultó ser Priest, ya que durante la lucha entre Keith Lee y Velveteen Dream frente a The Undisputed Era (Adam Cole y Roderick Strong), atacó a Lee con la misma arma que a Bálor. El 29 de abril en NXT, fue vencido por Lee en una lucha por el Campeonato Norteamericano de NXT. El 13 de mayo en NXT, intentó interferir durante la lucha entre Bálor y Cameron Grimes, haciendo de Grimes vencedor de la lucha debido a que agredió a Bálor con un garrote, formando una rivalidad entre ellos. En NXT TakeOver: In Your House, fue derrotado por Bálor. A raíz de esto, Priest cambió a face al felicitar y elogiar la lucha con Bálor. Después de algunas luchas dentro de la marca, fue elegido como participante de clasificatorias para un Ladder Match por el vacante Campeonato Norteamericano de NXT. El 5 de agosto en NXT, derrotó a Oney Lorcan y a Ridge Holland, ganando un lugar en dicha lucha por el título. En NXT TakeOver XXX, derrotó a Bronson Reed, Cameron Grimes, Johnny Gargano y Velveteen Dream, ganando el vacante Campeonato Norteamericano de NXT por primera vez. En el episodio del 11 de noviembre de NXT, Priest distrajo a Gargano durante su defensa del título contra Leon Ruff, lo que provocó que Gargano perdiera el título ante Ruff. La semana siguiente, Ruff retuvo el título contra Gargano por descalificación después de que Priest golpeara a Ruff durante el partido, impidiendo que Gargano ganara el título. Esto pronto se transformó en un combate de triple amenaza por el título, que tuvo lugar en NXT TakeOver: WarGames el 6 de diciembre. Durante el combate, Priest fue atacado por un personaje enmascarado y su pandilla que lo había atacado previamente en Halloween Havoc, quien pronto se reveló como Austin Theory; como resultado, Priest perdió el combate con Gargano ganando el título al inmovilizar a Ruff.
En el episodio del 9 de diciembre de NXT, Priest esperaba vengarse de Theory, pero fue brutalmente atacado por Karrion Kross que regresaba de una lesión. La semana siguiente, Kross desafió a Priest a un combate en New Year's Evil, que Priest aceptó. En el evento del 6 de enero de 2021, Priest perdió ante Kross en su último combate en NXT.

#### Debut en el roster principal y campeón de los Estados Unidos (2021-2022)
Priest hizo su próxima aparición en el Royal Rumble 2021, ingresando en el puesto 14 y eliminó a 4 participantes (John Morrison, The Miz, Elias y Kane) antes de ser eliminado por Bobby Lashley. La noche siguiente, Priest hizo su debut en Raw después de ser presentado por el rapero Bad Bunny durante un segmento de Miz TV, mientras derrotaba a The Miz más tarde esa noche.  En el episodio del 15 de febrero de Raw, ayudó a Bad Bunny a ganar el Campeonato 24/7 de la WWE al noquear a Akira Tozawa, quien cubrió a R-Truth momentos atrás. En el episodio del 5 de abril de Raw, Priest y Bad Bunny desafiaron a John Morrison & The Miz a una lucha por equipos en WrestleMania 37, que aceptaron. En WrestleMania 37, Priest y Bad Bunny derrotaron a John Morrison & The Miz. En WrestleMania Backlash, derrotó a The Miz en un Lumberjack Match temático de zombis. A la noche siguiente en Raw, derrotó a John Morrison también en un Lumberjack Match, terminando así el feudo con ambos. Posteriormente se ausento por 2 meses para recuperarse de una lesión en la espalda.
Regresó en el Raw del 28 de junio de 2021, participando en un Battle Royal para reemplazar a Randy Orton en el Last Chance Triple Threat Match clasificatorio al Men's Money in the Bank Ladder Match en Money in the Bank, eliminando a Jinder Mahal y a Cedric Alexander, sin embargo fue eliminado por Riddle. En el Raw del 12 de julio, apareció para salvar a Humberto Carrillo que estaba siendo atacado por el Campeón de los Estados Unidos de la WWE Sheamus, la siguiente semana en Raw, estuvo en backstage, observando el combate entre el Campeón de los Estados Unidos de la WWE Sheamus contra Humberto Carrillo, la siguiente semana en Raw, derrotó al Campeón de los Estados Unidos de la WWE Sheamus en un Contenders Match, ganando una oportunidad a su título y a la siguiente semana en Raw, derrotó a John Morrison, después del combate fue atacado por el Campeón de los Estados Unidos de la WWE Sheamus pero fue salvado por Ricochet, inmediatamente, junto a Ricochet derrotaron a Sheamus & John Morrison, la siguiente semana en Raw, derrotó a John Morrison nuevamente, después del combate, el Campeón de los Estados Unidos de la WWE Sheamus lo confrontó desde la entrada y Priest hizo efectivo su oportunidad ganada, retando a Sheamus por el Campeonato de los Estados Unidos de la WWE en SummerSlam, a lo que Sheamus aceptó, después de eso, Priest atacó a Morrison con un "Bycicle Kick", y en donde en el evento de SummerSlam 2021, derroto a Sheamus para llevarse el campeonato con una Reckoning.
En el episodio del 30 de agosto de Raw, retuvo el título contra Sheamus y Drew McIntyre en un combate de triple amenaza. Priest retuvo el título contra Jeff Hardy en el episodio del 13 de septiembre de Raw. En Extreme Rules el 26 de septiembre, Priest retuvo el título en un combate de triple amenaza contra Sheamus y Hardy. En el siguiente episodio de Raw, Priest retuvo el título contra Sheamus en un combate sin descalificación ni conteo, poniendo fin a su enemistad. En el episodio del 25 de octubre de Raw, con un personaje nuevo y renovado, derrotó a T-Bar cuando este último le arrojó una silla fuera del ring; como resultado, Priest atacó brutalmente a T-Bar, convirtiéndose en un tweener. En Survivor Series el 21 de noviembre, Priest perdió ante el Campeón Intercontinental Shinsuke Nakamura por descalificación en una lucha de campeón contra campeón después de que su aliado Rick Boogs distrajera repetidamente a Priest, a pesar de que este último advirtió que no lo hiciera. Después de otra distracción, Priest atacó tanto a Nakamura como a Boogs, perdiendo así el combate por descalificación en lo que fue segunda derrota en el roster principal.

#### Formación en The Judgment Day (2022-2023)

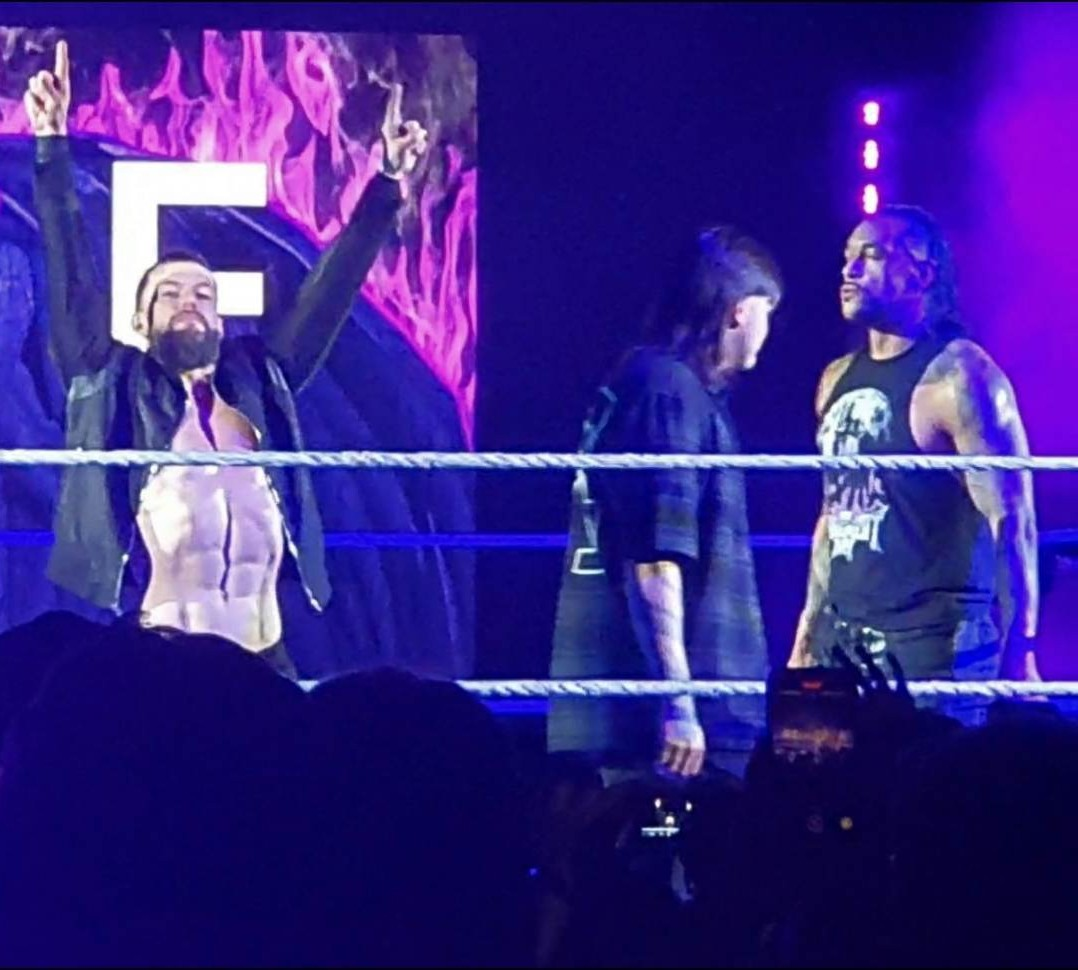
Priest junto a Finn Bálor como miembros de The Judgment Day en abril de 2023.

Tras una serie de defensas exitosas entre finales de 2021 y principios de 2022, Priest finalmente perdió el Campeonato de los Estados Unidos tras 191 días en el episodio del 28 de febrero de Raw ante Finn Bálor. Después de la lucha, atacó a Bálor cambiando a heel por primera vez desde mayo de 2020. En la segunda noche de WrestleMania 38 el 3 de abril, Priest distrajo a AJ Styles durante su combate contra Edge, lo que provocó que Styles perdiera el combate. Después del combate, Edge celebró su victoria con Priest, iniciando una alianza entre los dos al formar The Judgment Day. Luego en el evento Backlash del 8 de mayo, hizo aparición con una desconocida que resultó ser Rhea Ripley para que Styles cayera derrotado, uniéndose así a Priest y Edge. En Hell in a Cell, The Judgment Day derrotarían a Styles, Bálor y Liv Morgan luego de que Bálor se distrajera con Rhea Ripley y fallara su remate ante Edge. Al día siguiente en el episodio de Raw, luego de un par de elogios por parte de él y Ripley, Edge tomaría el control de la palabra para mencionar que alguien más había recapacitado y sería el nuevo miembro de la facción. Cuando fue revelado que Bálor era el cuarto miembro de The Judgment Day y luego de que este explicara sus acciones por unirse al grupo, el propio Priest dirigió que necesitaban despojarse de limitaciones que les impedían llegar a lo más alto, haciendo referencia a Edge. Tras esto, los tres atacaron a Edge para posteriormente ser expulsarlo del grupo. En SummerSlam el 30 de julio, Priest y Bálor fueron derrotados por The Mysterios (Rey & Dominik Mysterio) luego de la interferencia de un Edge que regresaba. En Clash at the Castle celebrado en Galés, The Judgment Day perdieron ante Edge y Rey en una lucha por equipos, donde Dominik les dio la espalda a estos úlitmos para unirse a Priest y Bálor. El 5 de noviembre en Crown Jewel, The Judgment Day derrotaron a The O.C. (AJ Styles, Luke Gallows y Karl Anderson) en una lucha por equipos de seis hombres después de la interferencia de Ripley. En el episodio del 28 de noviembre de Raw, derrotaron nuevamente a The O.C. en otra lucha por equipos, sólo que esta vez eran mixtos de ocho personas -incluidas Ripley y Mia Yim- para poner fin a la rivalidad.
En el episodio del 9 de enero de 2023 de Raw, The Judgment Day (Priest, Bálor y Dominik) ganaron una oportunidad por el Campeonato de Parejas de Raw contra The Usos. En el especial del trigésimo aniversario de Raw el 23 de enero, Priest y Bálor se enfrentaron a The Usos, pero perdieron a pesar de la lesión de Jimmy Uso, con Sami Zayn tomando su lugar. Luego de ello en Royal Rumble, Priest participó en el Royal Rumble match masculino al ingresar en el #22, logrando eliminar a Montez Ford antes de caer eliminado por Edge. Sin embargo, en ese mismo combate, tanto él como Bálor se las arreglaron para eliminar a Edge con la ayuda de Dominik. En el episodio del 6 de febrero, derrotó a Angelo Dawkins para clasificar al combate Elimination Chamber por el Campeonato de los Estados Unidos; el cual perdió en el evento homónimo al ser eliminado por el mismo Ford.
Después de WrestleMania 39, Priest se involucró en la confrontación de Dominik con Bad Bunny, que en el evento hacía su regreso para interferir en el combate entre Dominik y Rey Mysterio. Priest terminó asfixiando a Bad Bunny a través de la mesa de locutores. No obstante, el cantante regresó en el episodio del 24 de abril de Raw y desafió a Priest a una pelea callejera para Backlash a celebrarse en Puerto Rico. Sin embargo, terminó llevándose la derrota luego de que Bad Bunny le aplicase un Bunny Destroyer, movimiento que raras veces se ejecutaba en la empresa debido a los riesgos que conlleva. El 7 de mayo, Priest fue seleccionado como uno de los participantes de Raw para el torneo por el Campeonato Mundial Peso Pesado. Sin embargo, perdió su combate clasificatorio ante Seth Rollins en la ronda de cuartos de final en el episodio del 8 de mayo. En el episodio del 5 de junio de Raw, Priest desafió a Rollins, que precisamente fue el vencedor del torneo e inaugural Campeón Mundial Peso Pesado, a un combate titular esa misma noche. Allí, Finn Bálor interfirió a favor suyo, pero esto le disgusto ya que afirmó que pudo ganar el combate, cayendo derrotado ante Rollins.

#### Señor Money in the Bank y Campeón Mundial (2023-2024)

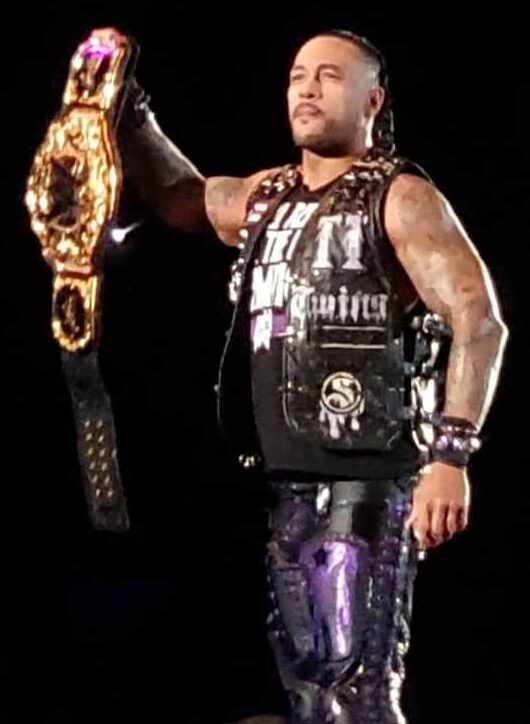
Priest como Campeón Mundial Peso Pesado, en abril de 2024.

Luego de ello, Priest derrotó a Matt Riddle para calificar para el Men's Money in the Bank match en el episodio del 12 de junio de Raw. En Money in the Bank el 1 de julio, logró exitosamente descolgar el maletín tras empujar a LA Knight desde una escalera. Más tarde esa noche, apareció a mitad de la lucha por el Campeonato Mundial de Peso Pesado entre Bálor y Rollins supuestamente para hacer el canjeo, aunque permitió que Rollins tomara ventaja y ganara el combate, para irritación de Bálor. En Payback el 2 de septiembre, Priest y Bálor derrotaron a Kevin Owens & Sami Zayn para ganar el Campeonato Indiscutible en Parejas de la WWE después de la interferencia de Dominik, Ripley y JD McDonagh. Esta victoria convirtió a Priest en el tercer luchador en ganar un título y ostentar el maletín de Money in the Bank simultáneamente, siendo el primero Rob Van Dam en 2006 y el segundo The Miz en 2010. En el episodio del 25 de septiembre de Raw, Priest y Bálor derrotaron a Owens y Zayn en una revancha para retener sus títulos. Más adelante en Fastlane, el dúo perdió el Campeonato Indiscutible en Parejas de la WWE ante Cody Rhodes y Jey Uso después de que McDonagh golpeara accidentalmente a Priest con su maletín, poniendo fin a su primer reinado a los 35 días. Sin embargo, él y Bálor recuperaron los títulos en una revancha en el episodio del 16 de octubre de Raw.
En Crown Jewel el 4 de noviembre, Priest intentó sacar provecho de Seth Rollins después de su exitosa defensa del título contra Drew McIntyre, pero Zayn lo detuvo y salió corriendo con el maletín antes de que pudiera hacer oficialmente el canje. Más tarde esa noche, Priest fue derrotado por Rhodes a pesar de la interferencia de Bálor, Dominik y McDonagh. En el episodio del 13 de noviembre de Raw, acordó convertir a McDonagh en miembro oficial de The Judgment Day. Más tarde esa noche, Priest y Bálor derrotaron a Rhodes y Jey en una revancha para retener sus títulos luego de la interferencia de McIntyre. En el episodio del 24 de noviembre de SmackDown, ambos defendieron con éxito sus títulos contra The Street Profits (Angelo Dawkins & Montez Ford). La noche siguiente en Survivor Series: WarGames, participó en su primer WarGames Match junto con The Judgment Day contra Rhodes, Rollins, Jey, Zayn y un Randy Orton que regresaba; su equipo cayó derrotado. En Royal Rumble el 27 de enero de 2024, Priest ingresó al combate homónimo en el puesto #26, eliminando a R-Truth antes de ser eliminado por Sami Zayn. Al mes siguiente en Elimination Chamber, Priest y Bálor defendieron con éxito los títulos contra New Catch Republic (Pete Dunne & Tyler Bate). En la Noche 1 de WrestleMania XL el 6 de abril, Priest y Bálor perdieron el Campeonato en Parejas de SmackDown ante A-Town Down Under (Austin Theory & Grayson Waller) y el Campeonato en Parejas de Raw ante The Awesome Truth (The Miz & R-Truth) respectivamente en una lucha de escalera por equipos, terminando su segundo reinado con los títulos indiscutibles a los 173 días.
En la segunda noche de WrestleMania XL, cobra finalmente su contrato del Money in the Bank y se convierte en Campeón Mundial de Peso Pesado tras vencer a Drew McIntyre, que a su vez le arrebató el título a Seth Rollins, luego de ser provocado por CM Punk convirtiéndose en el segundo luchador en canjear el maletín en el evento. En el evento Backlash realizado en Francia el 4 de mayo, Priest defendió exitosamente título en su primera defensa del título contra Jey Uso. En King and Queen of the Ring, el director de contenido de WWE, Paul «Triple H» Levesque, anunció que Priest defendería su título contra Drew McIntyre en Clash at the Castle en el país de origen de este último. En el evento del 15 de junio, Priest retuvo con éxito el título contra McIntyre después de la interferencia de CM Punk y a pesar de la fuerte localía hacia McIntyre. En el siguiente episodio de Raw, desafió a un Seth Rollins que regresaba a una lucha por el título en Money in the Bank, que en el Raw de la semana siguiente obtuvo una estipulación; si Rollins perdía, no podría desafiar a Priest por el título mientras fuera campeón pero si Priest perdía, se vería obligado a abandonar The Judgment Day. En el evento del 6 de julio, Priest defendió con éxito su título contra Rollins y McIntyre, el último de los cuales cobró su maletín recién ganado de Money in the Bank durante la lucha, pero fue atacado por Punk. Priest posteriormente cubrió a McIntyre para retener su título. En el siguiente episodio de Raw, Priest y Rollins acordaron mutuamente levantar la estipulación que acordaron para su lucha en Money in the Bank. Después del evento, Priest comenzó a mostrar más respeto a sus oponentes a medida que su apoyo de la multitud aumentaba gradualmente, provocando un cambio de face en el proceso. En SummerSlam el 3 de agosto, perdió el título ante el ganador de King of the Ring, Gunther, por sumisión técnica, poniendo fin a su reinado después de 118 días. En los momentos finales, Priest golpeó a Gunther con un South of Heaven Chokeslam, solo para que Bálor traicionara a Priest colocando el pie de Gunther en la cuerda inferior para anular la victoria, confirmándose como un face por primera vez desde febrero de 2022.

#### The Terror Twins (2024-presente)
En el siguiente episodio de Raw, Finn Bálor expulsó oficialmente a Priest y Rhea Ripley del grupo, con este último habiendo sido traicionado por Dominik Mysterio en SummerSlam, y presentó al "nuevo" Judgment Day, que consistía en él mismo, Mysterio, JD McDonagh y las nuevas incorporaciones de Carlito (una vez miembro asociado del grupo ahora miembro oficial) y Liv Morgan. Durante la lucha de Priest contra McDonagh, Bálor lo emboscó junto con el resto de The Judgment Day, hasta que Ripley salió para salvarlo. Priest y Ripley luego se abrazarían, permaneciendo así juntos como equipo y usando su nombre de equipo no oficial, The Terror Twins. En Bash in Berlin el 31 de agosto, Priest y Ripley derrotaron a Mysterio y Morgan con Ripley cubriendo a Morgan a pesar de la interferencia de The Judgment Day. El 5 de octubre en Bad Blood, Priest derrotó a Bálor a pesar de la interferencia de Carlito y McDonagh en su primer combate entre ellos en más de dos años.

## Vida personal
Martínez es un gran admirador y coleccionista de armas de combate cuerpo a cuerpo. También se considera como melófilo, estando fuertemente influenciado por el rock y el heavy metal.
Es amigo de la luchadora Rhea Ripley.
Desde 2025 mantiene una relación sentimental con la también luchadora profesional, Lola Vice.

## Campeonatos y logros
- Keystone Pro Wrestling

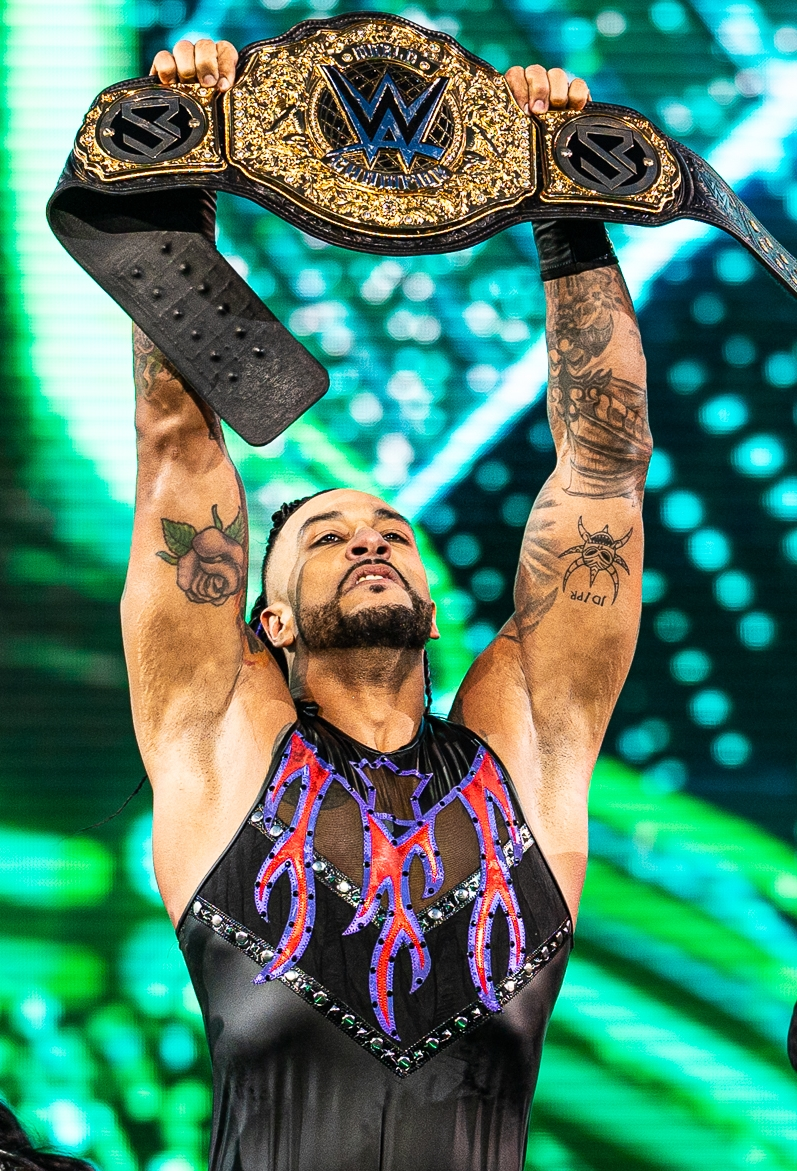
Priest con el cinturón del Campeonato Mundial de Peso Pesado.

  - KPW Tag Team Championship (1 vez) con Matthew Riddle

- Monster Factory Pro Wrestling
  - MFPW Heavyweight Championship (3 veces)
  - MFPW Tag Team Championship (2 veces) con Brolly (1) y QT Marshall (1)

- Ring of Honor
  - ROH World Television Championship (1 vez)
  - Survival of the Fittest (2017)[57]

- WWE
  - World Heavyweight Championship (1 vez)
  - WWE United States Championship (1 vez)
  - NXT North American Championship (1 vez)
  - Raw Tag Team Championship (2 veces) - con Finn Bálor
  - SmackDown Tag Team Championship (2 veces) - con Finn Bálor
  - Money in the Bank (2023)

- Pro Wrestling Illustrated
  - Clasificado en el puesto n.º 447 en los PWI 500 de 2016[58]
  - Clasificado en el puesto n.º 362 en los PWI 500 de 2017[59]
  - Clasificado en el puesto n.º 187 en los PWI 500 de 2018[60]
  - Clasificado en el puesto n.º 166 en los PWI 500 de 2019[61]
  - Clasificado en el puesto n.º 108 en los PWI 500 de 2020[62]
  - Clasificado en el puesto n.º 85 en los PWI 500 de 2021[63]
  - Clasificado en el puesto n.º 57 en los PWI 500 de 2022[64]
  - Clasificado en el puesto n.º 71 en los PWI 500 de 2023[65]
  - Clasificado en el puesto n.º 6 en los PWI 500 de 2024[66]